# Uzinexport

Uzinexport este o companie distribuitoare de utilaj tehnologic și echipamente industriale din România.
Compania este specializată în tranzacții legate de proiecte industriale complexe.
Cele trei domenii în care Uzinexport este specializată sunt fabricile de ciment și alte componente ale industriei materialelor de construcții, industria metalurgică, alături de șantiere navale și construcția de nave.
Uzinexport este principala companie a grupului Uzin, care mai cuprinde companiile Iprolam, Uzinengeneering, Upetrolam, Commet și Hidrojet, care activează în proiectarea, consultanța și producția de echipamente industriale.
Uzinexport mai este acționar minoritar și la alte companii dinre care trei bănci: Finansbank, Banca Țiriac și Banca Românească.
Uzinexport s-a înființat în 1991 din fosta Întreprindere de Comerț Exterior Uzinexportimport, una dintre principalele companii românești, ce activează, de peste 35 de ani, pe piața internațională a proiectelor industriale.
Printre acționarii companiei se numără Citibank România, Uzin-International, fondul Broadhurst Investments, East Capital Balkan Fund, SIF Oltenia, precum și Matache Nicolaide.
Nicolaide este și președinte-director general al Uzinexport și are o avere estimată la 30-40 milioane de euro în anul 2008.
Compania a înregistrat în anul 2007 venituri totale de 23,9 milioane de lei (7,08 milioane euro), în creștere cu 39,4% comparativ cu cele consemnate în 2006.